# Всесвітні ігри кочівників
Всесвітні Ігри Кочівників (англ. World Nomad Games) — міжнародні спортивні змагання з етнічних видів спорту.
В основу змагань лягли народні ігри історично кочових народів Центральної Азії.
У 2016 році на відкритті других Ігор кочівників 1000 комузістів разом зіграли одну мелодію. Цей рекорд був занесений в книгу рекордів Гіннеса.

## Історія
Ініціатором проведення «Всесвітніх Ігор Кочівників» виступила Киргизька Республіка. У 2012 році на саміті тюркомовних країн у м. Бішкек було підписано Бішкекську декларацію Президентами Республіки Казахстан, Республіки Азербайджан, Турецької Республіки та Киргизької Республіки.

### Цілі і завдання ігор
- Збереження та відродження культури кочових народів світу, через зміцнення культурних зв'язків між країнами-учасницями.
- Збереження і виведення на міжнародний рівень національних видів спорту кочових народів світу.
- Підтримка установ, діяльність яких присвячена розвитку і пропаганді етноспорту в світі.

Додатковою метою проведення ігор є збільшення туристичного потенціалу країни-організатора Ігор.

## Перші Всесвітні ігри кочівників
Перші Всесвітні ігри кочівників пройшли в місті Чолпон-Ата Іссик-Кульської області Киргизстану 9-14 вересня 2014 року. У них взяли участь спортсмени з 19 країн: Азербайджан, Австрія, Афганістан, Білорусь, Бразилія, Німеччина, Казахстан, Киргизстан, Литва, Монголія, Росія, США, Таджикистан, Туркменістан, Туреччина, Узбекистан, Франція, Швеція, Південна Корея.
Взяли участь 771 особа, що мають відношення до спортивної частини. З них 583 спортсмена і 188 тренерів і суддів.
У кінних видів спорту було задіяно 230 коней.
У проведенні культурної програми брало участь 1 200 осіб.
ТВ трансляція охопила 40 країн з потенційною аудиторією в 230 000 000 чоловік.

### Країни-учасниці[1]
| - Австрія - Азербайджан - Афганістан - Білорусь - Бразилія - Німеччина - Казахстан | - Киргизстан - Литва - Монголія - Росія - США - Таджикистан | - Туркменістан - Туреччина - Узбекистан - Франція - Швеція - Південна Корея |

## Всесвітні ігри кочівників 2016
Всесвітні ігри кочівників 2016 — другі Всесвітні ігри кочівників, які пройшли в киргизькому місті Чолпон-Ата з 3 по 8 вересня 2016 року.

## Всесвітні ігри кочівників 2018
Всесвітні ігри кочівників 2018 — треті Всесвітні ігри кочівників.

## Всесвітні ігри кочівників 2022
Всесвітні ігри кочівників 2022 — четверті Всесвітні ігри кочівників.

## Культурна програма
Ігри супроводжуються різноманітною етнокультурною програмою. Для цього в рамках перших Ігор кочівників було розгорнуте юртове містечко в урочищі Кирчин, організовані показові виступи з інших національних ігор, які не ввійшли в програму змагань, а також інші видовищні заходи.

## Роки і місця проведення ігор
| № Ігор | Рік  | Місто      | Країна     | Кількість      | Кількість             | Кількість            | Кількість    |
| № Ігор | Рік  | Місто      | Країна     | країн-учасниць | спортсменів-учасників | спортивних дисциплін | видів спорту |
| ------ | ---- | ---------- | ---------- | -------------- | --------------------- | -------------------- | ------------ |
| I      | 2014 | Чолпон-Ата | Киргизстан | 19             | 583                   |                      |              |
| II     | 2016 | Чолпон-Ата | Киргизстан | 60             | 1000                  | 23                   |              |
| III    | 2018 |            | Киргизстан |                |                       |                      |              |
| IV     | 2022 |            | Туреччина  |                |                       |                      |              |